# Sobrado Professor Lima
O Sobrado Professor Lima, também conhecido como Sobrado à R. Professor Lima, nº 150 é um sobrado construído no século XIX e tombado pelo Instituto Estadual do Patrimônio Cultural (Inepac) em 27 de janeiro de 1988. Está localizado na cidade de Angra dos Reis, no estado do Rio de Janeiro.
O sobrado faz parte de um conjunto de dezoito bens tombados no município de Angra dos Reis que teve sua criação atribuída a movimentos comunitários ligados a atividades culturais locais no início da década de 80. Em atendimento ao pedido de 850 moradores, o Inepac realizou o tombamento de imóveis urbanos e rurais:
- Os prédios da Câmara e da Prefeitura
- O Mercado Municipal
- Dois chafarizes
- Duas igrejas
- Três casas de fazenda
- Um monumento comemorativo
- Oito casas urbanas (entre elas o Sobrado Professor Lima)

No passado o sobrado possuí uso comercial e residencial, típico das residências urbanas da época, a família geralmente morava no 2º pavimento e mantinha comércio no térreo. O local chegou a abrigar uma Casa de Cultura, mas atualmente, tem uso comercial.